# Rocky Mountain spotted fever

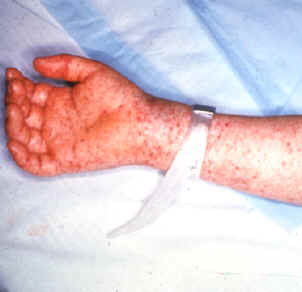
Een patiënt met huiduitslag veroorzaakt door Rocky Mountain spotted fever

Rocky Mountain spotted fever is een infectieziekte die wordt veroorzaakt door Rickettsia rickettsii, een bacterie uit de familie Rickettsiaceae. Deze aandoening komt voor op het Amerikaanse continent. De overdracht vindt plaats via teken.

## Overdracht
Overdracht vindt plaats via teken. Dermacentor andersoni fungeert als vector in het gebied van de Rocky Mountains. In het zuidoosten en westen van de Verenigde Staten wordt Rocky Mountain spotted fever overgebracht door Dermacentor variabilis. In Mexico is Rhipicephalus sanguinens de vector. In Midden- en Zuid-Amerika wordt de ziekte overgedragen door Amblyomma cajennense en Ixodes-soorten. Wilde knaagdieren fungeren als reservoir voor Rocky Mountain spotted fever.

## Klinisch beeld
De klassieke trias bij Rocky Mountain spotted fever is koorts, huiduitslag en een doorgemaakte tekenbeet. Rocky Mountain spotted fever kent een incubatietijd van drie tot twaalf dagen. De symptomen van Rocky Mountain spotted fever in de acute fase zijn weinig specifiek met koorts, misselijkheid en braken, hoofdpijn en spierpijn. Deze klachten wordt gevolgd door pijnlijke gewrichten en petechiale huiduitslag, die aan de armen en benen begint en zich vervolgens uitbreidt naar de romp. Deze huiduitslag treedt op de tweede tot vierde dag na het begin van de koorts op bij zestig tot tachtig procent van de patiënten. Minder frequente klachten bij Rocky Mountain spotted fever zijn prikkelbaarheid, veranderd bewustzijn. buikpijn, vergroting van de milt, conjunctivitis en oedeem van de oogkassen. Zonder adequate behandeling kan Rocky Mountain spotted fever fataal verlopen door beschadiging van interne organen, waaronder de nieren en het centraal zenuwstelsel. De mortaliteit van de ziekte is twee tot zes procent. Behandeling is antibiotisch met doxycycline als eerstekeusmiddel. 